# Andrea Kleibel-Kertsman
Andrea Kleibel-Kertsman (* 1965 in New York City) ist eine österreichisch-amerikanische Kulturmanagerin und Produzentin.

## Ausbildung
Kleibel-Kertsman wuchs in Salzburg auf, studierte von 1985 bis 1989 Instrumental- und Gesangspädagogik an der Universität Mozarteum Salzburg, von 1990 bis 1992 Kulturmanagement an der Universität für Musik und darstellende Kunst Wien, und absolvierte 2006 ein Certified Program in Fundraising Management an der Indiana University Bloomington (USA).

## Berufliche Laufbahn
Von 1992 bis 1996 war sie als Director Artists and Repertoire für Sony Classical in den Büros New York, Hamburg und London tätig, wo sie bei Opern-,  Konzert- und Studioaufnahmen u. a. mit Angelika Kirchschlager, Jessye Norman, Placido Domingo, Kathleen Battle, Yo-Yo Ma, Isaac Stern, Emanuel Ax, Yefim Bronfman, Murray Perahia, der Metropolitan Opera, den Berliner Philharmonikern, dem London Symphony Orchestra, der Staatskapelle Dresden, dem Juilliard String Quartet, Claudio Abbado und James Levine zusammengearbeitet hat.
Von 1997 bis 2005 war sie im Bereich Künstlermanagement und Consulting für Colbert Artists Management im Büro New York und nach 2000 in der Europa-Vertretung in Wien tätig und kooperierte mit internationalen Veranstaltern.
2006 erfolgte die Gründung der a2kmusic in Chicago, die Kleibel-Kertsman auch bis 2010 leitete. 2011 übernahm sie kurzzeitig die Geschäftsführung des Eliette und Herbert von Karajan Instituts Salzburg, wechselte aber noch im selben Jahr als Vizerektorin an die Universität für Musik und darstellende Kunst Wien, wo sie  internationale Projektpartnerschaften und wissenschaftliche Kooperationen etablierte.
Seit 2016 arbeitet sie als selbständige Kulturmanagerin mit den  Schwerpunkten Unternehmensberatung für Kulturbetriebe und Aufbauberatung für  Künstler.
Kleibel-Kertsman ist Mitglied des Universitätsrates der Universität für Angewandte Kunst Wien.